# Robert Quillen
Robert Quillen (25 de março de 1887 – 9 de dezembro de 1948) foi um humorista, jornalista e cartunista estadunidense.

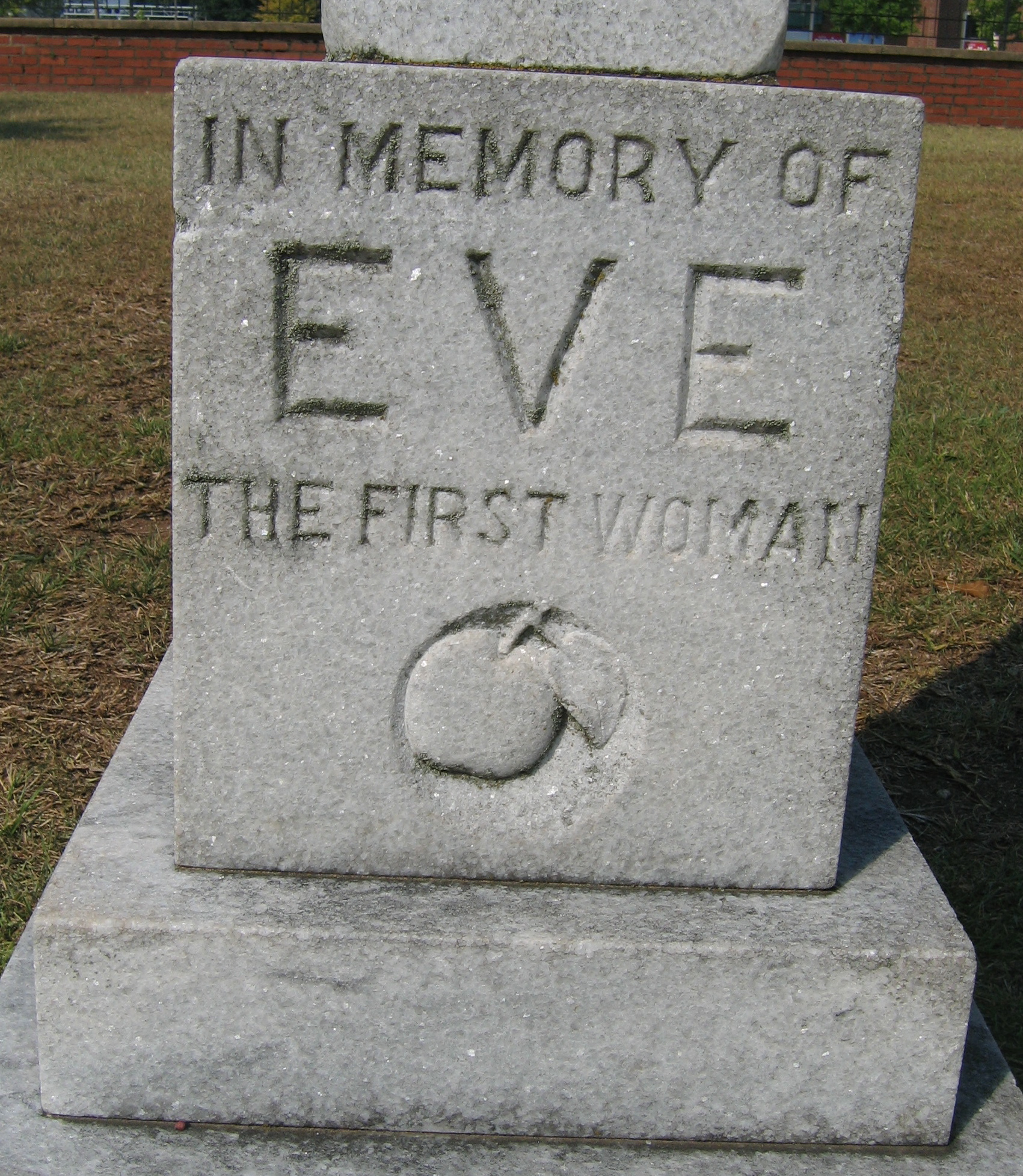
Monumento de Quillen a Eve, 1925